# Novemberlicht
Novemberlicht is een Nederlandse film uit 2003 en is uitgebracht als Telefilm. De film is gebaseerd op een toneelstuk van Pauline Mol, maar ook gedeeltelijk geïnspireerd door de watersnoodrampen van 1995 en 1996 waarbij de Maas buiten haar oevers trad.

## Verhaal
De oude vrouw Jacoba woont op een afgelegen boerderij vlak bij een grote rivier. Ze heeft alle familiebanden verbroken, maar haar kleindochter Fleur zoekt telkens toenadering. Als dan de dichtbij zijnde rivier in de koude winter buiten de oevers treedt, zit de oude vrouw opgesloten in haar huis, omringd door water. Haar besluit staat vast, ze zal onder geen voorwaarde het huis verlaten en kiest voor de dood. Maar haar kleindochter Fleur komt daar weer en dreigt zichzelf ook aan het water te geven als haar oma niet met haar meegaat.

## Rolverdeling
- Annemarie Prins ..Jacoba
- Niek Pancras ..Antonius
- Eva van Barneveld ..Fleur
- Patrick Ferwerda ..Bert